# Tibellia
Tibellia is een monotypisch geslacht van korstmossen behorend tot de familie Ramalinaceae. Het bevat alleen de soort Tibellia dimerelloides.